# Jean-Joseph Kombous
Jean-Joseph Kombous Njock, né le 30 avril 1993 à Yaoundé (Cameroun) est un footballeur international camerounais évoluant dans le club du FUS de Rabat. Il joue au poste d'attaquant.

## Biographie

### En club
Jean-Joseph Kombous débute le football au Cameroun dans le club du Cotonsport Garoua et remporte en 2015 et en 2018 la MTN Elite One.
Le 25 juillet 2018, il s'engage au KAC de Kénitra. Il y dispute 28 matchs et marque 20 buts faisant de lui ainsi le meilleur marqueur de la deuxième division marocaine pour la saison 2018-2019.
Le 23 juillet 2019, libre, il signe un contrat de trois ans au FUS de Rabat.

### En sélection
Le 6 septembre 2016, il reçoit sa première sélection en équipe du Cameroun lors d'un match amical contre le Gabon (victoire, 2-1).

## Palmarès
Cotonsport Garoua
- Championnat du Cameroun (2) :
  - Champion : 2015 et 2018.
  - Vice-champion : 2016 et 2017.